# 青森県立青森第二養護学校
青森県立青森第二養護学校（あおもりけんりつ あおもりだいにようごがっこう）は、青森県青森市戸山字宮崎にある公立特別支援学校。知的障害者を教育対象とする。
青森県立青森養護学校（現・青森県立青森第一養護学校）により、1961年（昭和36年）4月1日に青森県立八甲学園内に開設された八甲分校が本校のルーツである。開設から5年後の1966年4月1日に青森養護学校から独立し、青森県立第二養護学校となる。そして1973年4月1日に青森県立青森第二養護学校と改称し、現在に至る。
学部は小学部と中学部と高等部がある。このほか、2003年4月から青森県立青森第一高等養護学校内に高等部の分教室（西田沢分教室）を設けていたこともあるが、こちらは現存しない。